# Ctenoplusia astrapaea
Ctenoplusia astrapaea là một loài bướm đêm trong họ Noctuidae.